# Beggars Banquet
Beggars Banquet (englisch; deutsch „Bettler-Bankett“) ist das siebte in Großbritannien veröffentlichte Studioalbum der Rolling Stones. Es erschien am 7./8. Dezember 1968 auf dem Plattenlabel Decca Records und wurde von Jimmy Miller produziert. Beggars Banquet markierte den Beginn einer neuen Ära der Band und war zugleich die letzte Platte, an der das Stones-Gründungsmitglied Brian Jones als Gitarrist mitwirkte. Auf der Liste der 500 besten Alben aller Zeiten (2023) der Musikzeitschrift Rolling Stone belegt das Album Platz 58.

## Entstehung

The Rolling Stones

Zu Beginn des Jahres 1968 befanden sich die Rolling Stones in einer Krise. Ihr letzter Nummer-eins-Hit in Großbritannien lag schon zwei Jahre zurück, Gerichtsverhandlungen und kurzzeitige Gefängnisaufenthalte wegen unerlaubtem Drogenbesitzes sowie Steuerprobleme belasteten die Band. Darüber hinaus hatten sie sich von ihrem ersten Manager und Produzenten Andrew Loog Oldham getrennt, allerdings war das Verhältnis zu dessen Nachfolger Allen Klein von Beginn an problematisch. Vor diesem Hintergrund begaben sich die Stones am 21. Februar 1968 zu Probesessions für ein neues Album in die Londoner Olympic Studios. Um einen neuen Sound zu entwickeln, hatten sie den amerikanischen Musikproduzenten Jimmy Miller engagiert und die Zusammenarbeit mit ihm sollte bis 1973 andauern.
Die eigentlichen Aufnahmen begannen am 17. März 1968 und bis auf Prodigal Son stammen sämtliche Stücke vom Songwriter-Duo Jagger/Richards. Der durch Drogenmissbrauch gesundheitlich schwer angeschlagene Brian Jones spielte während der Produktion des Albums keine große Rolle und lieferte nur zu No Expectations einen nennenswerten Beitrag. Jagger und Richards isolierten den Gitarristen regelrecht, indem sie seine Beiträge entweder gar nicht erst aufnahmen oder für nicht ausreichend empfanden und löschten. Ein erstes Ergebnis der Arbeit war Jumpin' Jack Flash, das am 24. Mai 1968 als Single veröffentlicht wurde und Platz 1 der UK-Charts erreichte. Damit schufen die fünf Londoner einen Rock´n Roll von unaufhaltsamer Kraft und Perfektion, der sie von ihrer gefährlichen und raffinierten Seite zeigte. Der Song war die perfekte Grundsatzerklärung des neuen Sounds der Band und gilt als eine der wichtigsten Aufnahmen der Stones, deren Karriere ohne diesen Hit vermutlich weit weniger spektakulär verlaufen wäre. Nach den psychedelischen Experimenten auf dem Vorgängeralbum Their Satanic Majesties Request (1967) fanden die Rolling Stones zu ihrem klassischen Sound zurück und Bassist Bill Wyman bezeichnete es als eine „konzentrierte, auf dem Blues basierende Tour de Force.“ Dabei ergänzten sie ihre Blues-Wurzeln um Elemente von Country-Musik und Folk. Nachdem Richards die offene G-Stimmung übernommen hatte, brachte diese besondere Art, die Gitarre zu stimmen, seine Spielweise auf ein neues Level. Auch Jimmy Miller lieferte musikalische Beiträge und Anregungen zu den Liedern. Während der Sessions experimentierten die Stones mit Instrumenten wie Tanpura, Tabla, Claves und Shehnai. Zudem holten sie für die Arbeit an Beggars Banquet etliche Studiomusiker wie Nicky Hopkins (Klavier), Ric Grech (Fiddle) oder Dave Mason (Mellotron, Shehnai) an ihre Seite. Auch die Freundinnen der Bandmitglieder, Marianne Faithfull und Anita Pallenberg oder der Fotograf Michael Cooper, traten bei Sympathy for the Devil als Background-Sängerinnen/-Sänger in Erscheinung. Die Studioaufnahmen wurden durch den Filmemacher Jean-Luc Godard für einen Dokumentarfilm begleitet. Dabei kam es zu einem Brand, ausgelöst durch heiße Filmscheinwerfer. Alle Anwesenden konnten aus dem brennenden Studio fliehen, durch den Brand und die Löscharbeiten wurden Inventar und Musikinstrumente der Band zerstört. Bill Wyman und der ebenfalls anwesende Jimmy Miller konnten die Tonbänder mit den Aufnahmen retten. Nach Abschluss der Aufnahmen wurden die Songs bis zum 25. Juli 1968 in den Sunset Studios (Los Angeles) abgemischt. Innerhalb von drei Wochen hatten Miller und der Toningenieur Glyn Johns, unter Jaggers Aufsicht, das endgültige Mastering vorgenommen und Beggars Banquet fertiggestellt.

## Veröffentlichung & Charts

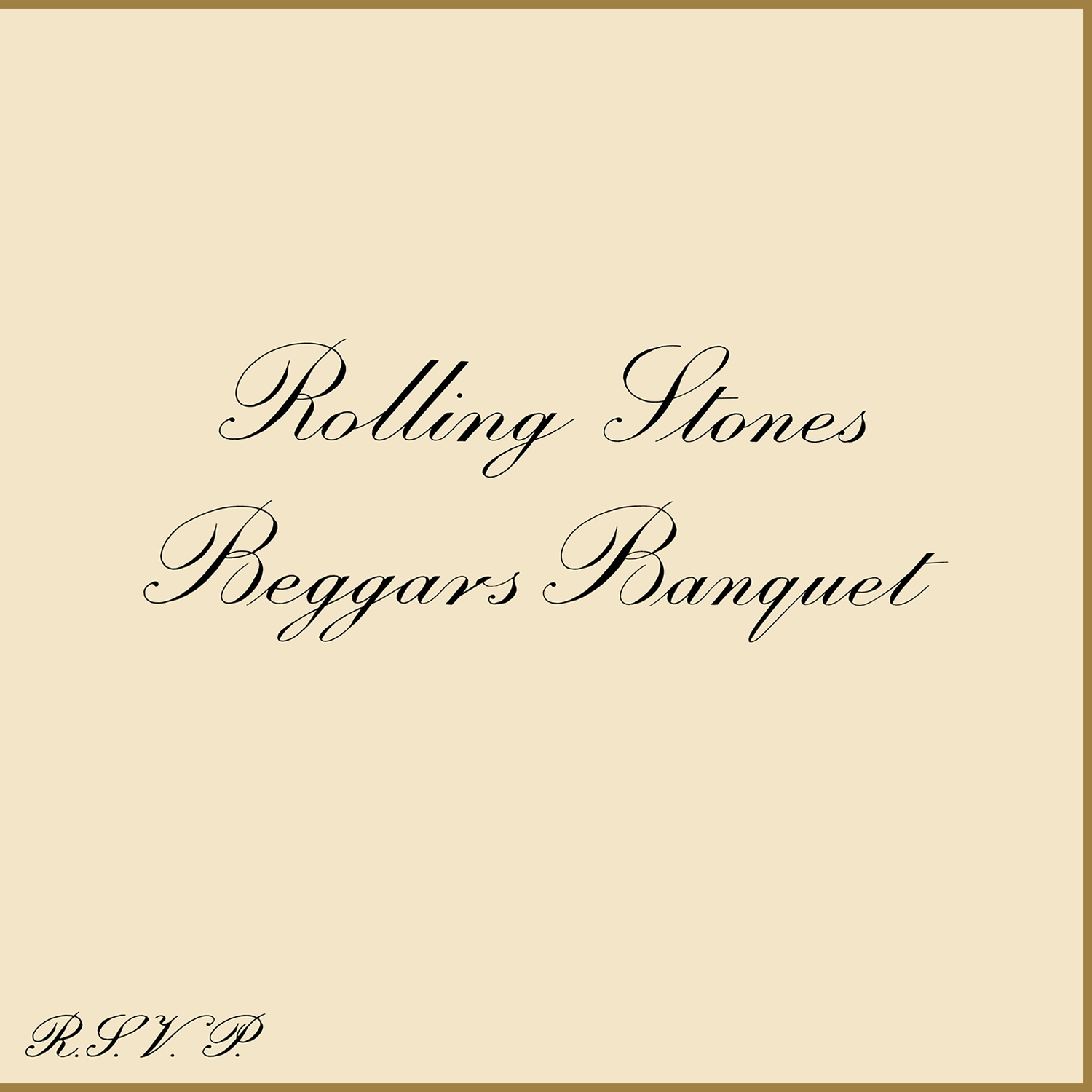
Cover

Noch bevor das Album erschien, wurde Street Fighting Man am 31. August 1968 als Vorabsingle in den USA veröffentlicht und erreichte Platz 48 der Charts. Eine bessere Platzierung wurde verfehlt, da sich zahlreiche Radiosender vor dem Hintergrund der 68er-Unruhen weigerten, ein Lied mit einem staatsfeindlichen Text zu spielen und damit die Anstiftung zur Gewalt zu unterstützen. Die Veröffentlichung von Beggars Banquet verzögerte sich auf Grund der Auseinandersetzung um die Covergestaltung immer wieder. Der Sprecher der Band verkündete am 7. September: „Es gibt noch keinen Erscheinungstermin.“ Die Stones hatten die Absicht, auf dem Cover der LP eine mit Graffiti bemalte Wand und eine Toilette abzubilden. Der Fotograf Barry Feinstein erinnerte sich später: „Ich hing mit Mick in Hollywood herum und wir überlegten, was wir für das Album aufnehmen könnten. Wir sind dann zu meinem Automechaniker in die Werkstatt. Ich musste da eh noch hin. Da haben wir dann auf dem Klo mit roter Farbe den Albumtitel auf die Wand geschmiert.“ Die konservative Plattenfirma Decca Records wollte dieses Cover aber nicht veröffentlichen, also entschloss man sich dazu, die LP mit einem beigen Cover mit goldfarbenem Rand, welches nur den Schriftzug Rolling Stones  Beggars Banquet  R.S.V.P. trug, auf den Markt zu bringen (R.S.V.P. steht im Französischen für „répondez s’il vous plaît“ als höfliche Bitte um Rückantwort an den Gastgeber auf Einladungen). Die Plattenhülle ist aufklappbar, die innere Doppelseite zeigt die Bandmitglieder an einem mächtigen Tisch, in verwegener Kleidung, sitzend und teilweise liegend, während einer pompösen Fressorgie. Die Daily Mail meldete am 30. Oktober: „Die Stones konnten sich im Kampf um das Foto mit den Klosprüchen nicht durchsetzen.“ Heute ist die Platte wieder in der ursprünglich geplanten Version mit dem Bild der Toilette erhältlich. Ausgaben mit dem beigen Cover sind deshalb zu begehrten Sammlerstücken geworden.
Um das Erscheinen ihres Albums zu bewerben, veranstalteten die Rolling Stones am 5. Dezember 1968 im feinen Kensington Gore Hotel, tatsächlich ein fürstliches Bankett – komplett mit Sieben-Gang-Menü. Während des Desserts schleuderte Jagger einen Sahnekuchen auf Brian Jones und löste eine Tortenschlacht aus. Die Bandmitglieder kultivierten ihren Status als „Rebellen“ der Swinging Sixties, indem sie die anwesenden Journalisten und Vertreter der Plattenfirmen mit Torten bewarfen.
Nach zähen Auseinandersetzungen mit Decca Records wurde Beggars Banquet am 7. Dezember 1968 in den Vereinigten Staaten (auf London Records) und am 8. Dezember in Großbritannien veröffentlicht. Damit erschien es kurz nach dem Weißen Album der Beatles, wodurch die Chancen auf Platz 1 der britischen Charts vorzurücken, sehr begrenzt waren. Schließlich erreichte das Album am 21. Dezember den dritten Platz und hielt sich insgesamt zwölf Wochen in den Charts. In den US-Charts erreichte es mit Platz fünf seine Spitzenposition und blieb 13 Wochen in den Ranglisten.
Wenige Tage nach der Veröffentlichung nahmen die Rolling Stones am 10. und 11. Dezember 1968 mit dem Regisseur Michael Lindsay-Hogg und zahlreichen Gastmusikern (u. a. John Lennon, Eric Clapton, The Dirty Mac, The Who) das Fernseh-Special Rock and Roll Circus auf. Die Stones spielten fünf Titel aus Beggars Banquet, waren allerdings mit der Qualität der Aufzeichnung unzufrieden, weshalb die Show erst 1996 veröffentlicht wurde. Der Rock and Roll Circus war der letzte offizielle Auftritt von  Brian Jones mit den Rolling Stones. Allerdings spielte er mittlerweile nicht mehr bei allen Songs Gitarre, sondern teilweise nur noch Perkussion.

## Musik
Eröffnet wird das Album mit Sympathy for the Devil, der sich zu einem der bekanntesten Songs der Rolling Stones entwickeln sollte. Er entstand improvisatorisch im Laufe der Sessions, als die Band im Juni 1968 ohne Vorbereitung ins Tonstudio ging. Jagger hatte den Songtext unter dem Eindruck des Romans Der Meister und Margarita verfasst und beschäftigt sich inhaltlich mit dem Teufel („Luzifer“), der von seinem Wesen und der Gegenwart bei zentralen Ereignissen der Weltgeschichte berichtet (z. B. Russische Revolution, Blitzkrieg, Ermordung Kennedys). Auf Anregung von Jimmy Miller bildet ein ekstatischer Samba-Rhythmus das musikalische Grundgerüst, der durch beschwörende Voodoo-Stimmen und exotische Instrumente (Congas, Maracas) abgerundet wird. Das Einfordern von Sympathie für den Teufel beeinflusste den Ruf der Stones und unter Anhängern kursierten Gerüchte über mögliche satanistische Tendenzen. Diese Gerüchte erreichten 1969 durch die Todesfälle beim Altamont Free Concert einen Höhepunkt.
Bei der wesentlich ruhigeren, entspannteren Ballade No Expectations „blitzt Brian Jones’ Können und Brillanz noch einmal auf“, so Steve Appleford. Der Song war ein erstes Ergebnis der neuen Begeisterung der Stones für die Wurzeln der Rockmusik, also für Country und den Delta Blues des frühen 20. Jahrhunderts und lehnt sich an den legendären Robert Johnson an. Trotz seiner Drogenprobleme und zerrütteten Gesundheit bewies Jones bei No Expectations, dass er an der Slide-Gitarre immer noch in der Lage war, jedes Stück mit tief bewegenden Verzierungen zu versehen und zu krönen. „Das war das letzte Mal, dass ich Brian völlig engagiert erlebt habe, beteiligt an etwas, das echt was wert war. Danach verlor er einfach an allem das Interesse“, sagte Jagger dem Rolling Stone-Magazin (1995). Prodigal Son ist der einzige Song des Albums, der nicht von Jagger/Richards komponiert wurde. Die akustische Nummer ist ebenfalls eine enge Anlehnung an den Delta Blues und stammt aus der Feder von Reverend Robert Wilkins (1896–1987) aus Mississippi, der ihn im Jahr 1929 unter dem Titel That’s No Way to Get Along verfasst hatte. Prodigal Son basiert auf dem biblischen Gleichnis vom verlorenen Sohn. Auf den ersten Veröffentlichungen von Beggars Banquet wurden jedoch fälschlicherweise Jagger/Richards als Autoren genannt. Dear Doctor dokumentiert das steigende und vertiefte Interesse der Rolling Stones an Country-Musik, die hauptsächlich auf Richards’ langjähriger Verehrung der Musik von Hank Williams und Merle Haggard zurückgeht. Durch die Zusammenarbeit mit Gram Parsons sollte sich diese Entwicklung bis zu Exile on Main Street (1972) fortsetzen. Im sehnsuchtsvollen Song Parachute Woman („Fallschirm-Frau“) fließen nach Peter Appleford alte Bluesmetaphern: „mit lasziver Fröhlichkeit und rollender Zunge verkündet Jagger seine Botschaft – derbe sexuelle Anspielungen. Wyman spielte eine bundlose akustische Bassgitarre, Watts schlug auf einen Satz Straßentrommeln ein, Jagger spielte Perkussion, Richards die Akustikgitarre und Jones versuchte sich an verschiedenen Instrumenten, darunter eine Sitar.“ Während das surrealistisch-rockig anmutende Jig-Saw Puzzle stark von Bob Dylan beeinflusst ist, hat der düstere Stray Cat Blues seine Vorbilder in Titeln wie Sister Ray und Heroin von The Velvet Underground, „düstere Analysen der Menschheit, Musik voll kräftiger Rhythmen und ungewöhnlicher Verzerrungen“.
Der Bluesrock-Titel Street Fighting Man ist der zweite herausragende Song des Albums und eröffnet die B-Seite. Er gilt als Statement zu den politischen Ereignissen der  68er-Jugendrebellion, deren Aufflackern die Band „eher von außen begleitet hat“ (Appleford). Der Text handelt von Tariq Ali, der im Rahmen der Studentenbewegung öffentliche Demonstrationen gegen Pakistans Militärdiktatur organisierte. Gleichzeitig verarbeitet Jagger seinen Besuch einer Anti-Kriegs-Kundgebung vor der US-Botschaft in London, bei der die Polizei versuchte, die Menschenmenge gewaltsam unter Kontrolle zu halten. Die Rolling Stones bewiesen die Fähigkeit, „Fragen zu stellen, die keine Seite gerne hörte“ („But what can a poor boy do…“), kommen jedoch zu dem Schluss, dass ein armer Junge als Kompromisslösung nichts anderes tun könne, als in einer Rockband zu singen. Der Song eröffnet eine Reihe musikalischer Stellungnahmen und Selbstdefinitionen zum Verhältnis von Politik und Musik. Diese Reihe wird fortgesetzt werden in You Can’t Always Get What You Want (1969) und findet einen vorläufigen Abschluss mit It’s only Rock’n Roll… (1974). Die Band nahm Street Fighting Man zunächst nur mit einem Kassettenrekorder auf, da Richards gerne mit dem Gerät experimentierte. Charlie Watts spielte den Drum-Part mit einem Spielzeug-Schlagzeug für Kinder aus den 1930er Jahren ein (London Jazz Kit Set) und erzeugte dadurch den prägnanten Backbeat. Instrumente wie Sitar und Tambura (Brian Jones) sowie Shehnai (Dave Mason) runden den Sound ab.
Factory Girl ist ein akustisches Liebeslied im reduzierten Arrangement der Appalachen-Musik über ein Mädchen aus der Arbeiterklasse. Neben Jagger (Gesang), Richards (Akustikgitarre) und Charlie Watts (Tabla) vervollständigen Ric Grech (Fiddle), Ricky Dijon (Congas) und Dave Mason (Mandoline) die Instrumentalisierung. Beggars Banquet schließt mit dem hymnischen Salt of the Earth, eine Reverenz an das Salz der Erde aus der Bergpredigt. Der Song beginnt zunächst mit einem entwaffnend einfachen Sound: Keith Richards singt mit seiner rauchigen Stimme und spielt akustische Gitarre. „Er sitzt im Pub und hebt das Glas auf die Arbeiterklasse und die einfachen Leute: ‚Let’s drink to the hard-working people.‘“ Der Song entwickelt sich dann zu einem epischen Gospel, mit Chor und einer hinreißenden Klavier-Melodie.

## Rezeption des Albums
Beggars Banquet wird von vielen Kritikern als eines der besten Alben im Bereich der Rockmusik bewertet. In der November-Ausgabe 2004 wählte der deutsche Rolling Stone das Album auf Platz 21 seiner Liste der 500 besten Alben aller Zeiten. Die US-amerikanische Ausgabe des Rolling Stone platzierte das Album auf 58.
Einige Radiostationen weigerten sich, das Lied Street Fighting Man zu spielen, weil sie darin einen Aufruf zur Gewalt sahen.
Eine 18-minütige Live-Version von Sympathy for the Devil, gespielt zusammen mit afrikanischen Trommlern, bildete den Abschluss des legendären Stones-Konzerts im Londoner Hyde Park am 5. Juli 1969.
Von den zehn Songs des Albums Beggars Banquet wurden zwei nie live gespielt: Dear Doctor und das auf den Einfluss von Bob Dylan zurückgehende Jig-Saw Puzzle. Rod Stewart hatte mit seiner Version von Street Fighting Man einen frühen Hit, Bryan Ferry nahm eine eigene Version von Sympathy for the Devil auf. Die politisch aktive Band Rage Against the Machine coverte das Lied Street Fighting Man und kleidete es musikalisch neu ein. Es erschien dann auf ihrem Album Renegades.

## Titelliste
Alle Songs stammen von Mick Jagger und Keith Richards, außer wenn anders angegeben.
Seite 1:
1. Sympathy for the Devil (6:18)
2. No Expectations (3:56)
3. Dear Doctor (3:22)
4. Parachute Woman (2:20)
5. Jig-Saw Puzzle (6:06)

Seite 2:
1. Street Fighting Man (3:16)
2. Prodigal Son (Reverend Robert Wilkins) (2:52)
3. Stray Cat Blues (4:37)
4. Factory Girl (2:09)
5. Salt of the Earth (4:47)